# Diosma meyeriana
Diosma meyeriana är en vinruteväxtart som beskrevs av Spreng.. Diosma meyeriana ingår i släktet Diosma och familjen vinruteväxter. Inga underarter finns listade i Catalogue of Life.